# Ohila la-El
 (octobre 2024).
La mise en forme du texte ne suit pas les recommandations de Wikipédia : il faut le « wikifier ».
Les points d'amélioration suivants sont les cas les plus fréquents. Le détail des points à revoir est peut-être précisé sur la page de discussion.
- Les titres sont pré-formatés par le logiciel. Ils ne sont ni en capitales, ni en gras.
- Le texte ne doit pas être écrit en capitales (les noms de famille non plus), ni en gras, ni en italique, ni en « petit »…
- Le gras n'est utilisé que pour surligner le titre de l'article dans l'introduction, une seule fois.
- L'italique est rarement utilisé : mots en langue étrangère, titres d'œuvres, noms de bateaux, etc.
- Les citations ne sont pas en italique mais en corps de texte normal. Elles sont entourées par des guillemets français : « et ».
- Les listes à puces sont à éviter, des paragraphes rédigés étant largement préférés. Les tableaux sont à réserver à la présentation de données structurées (résultats, etc.).
- Les appels de note de bas de page (petits chiffres en exposant, introduits par l'outil «  Source ») sont à placer entre la fin de phrase et le point final[comme ça].
- Les liens internes (vers d'autres articles de Wikipédia) sont à choisir avec parcimonie. Créez des liens vers des articles approfondissant le sujet. Les termes génériques sans rapport avec le sujet sont à éviter, ainsi que les répétitions de liens vers un même terme.
- Les liens externes sont à placer uniquement dans une section « Liens externes », à la fin de l'article. Ces liens sont à choisir avec parcimonie suivant les règles définies. Si un lien sert de source à l'article, son insertion dans le texte est à faire par les notes de bas de page.
- La présentation des références doit suivre les conventions bibliographiques. Il est recommandé d'utiliser les modèles {{Ouvrage}}, {{Chapitre}}, {{Article}}, {{Lien web}} et/ou {{Bibliographie}}. Le mode d'édition visuel peut mettre en forme automatiquement les références.
- Insérer une infobox (cadre d'informations à droite) n'est pas obligatoire pour parachever la mise en page.

Pour une aide détaillée, merci de consulter Aide:Wikification.
Si vous pensez que ces points ont été résolus, vous pouvez retirer ce bandeau et améliorer la mise en forme d'un autre article.
 (octobre 2024).
Ohila la-El (hébreu : אוחילה לאל « Je fais appel à Dieu ») est un piyyout juif médiéval d'auteur inconnu. Récité à l’origine par l’officiant seul lors de la reprise de l’office de prière supplémentaire des fêtes de Roch Hachana et Yom Kippour,, il est actuellement repris par l’assemblée.

## Details
Le piyyut comporte quatre lignes non rimées, chacune commençant par la lettre hébraïque aleph. Après le piyyut, divers versets bibliques sont récités, notamment (selon la tradition liturgique) Proverbes 16 :1, Psaume 51 :17, Psaume 19 :15 et Psaume 119 :12.
L'identité du payytan, l"auteur du piyyout, est inconnue, la large diffusion d'Ohila la-El ainsi que l'absence de rime, commune aux premiers piyyutim, permettent à l'Académie de la langue hébraïque d'estimer qu'il remonte à la période pré-classique (vers 600 de l'ère commune). Son style est similaire à celui des piyyutim de Yose ben Yose (IVe-Ve siècle de notre ère).

## Placement liturgique
De manière similaire à d'autres piyyoutim récités par le chantre (hazzan) lors des grandes fêtes juives, tels que Misod Hakhamim uNvonim et Hineni heAni meMa'as, le piyyout demande à Dieu la permission de prier au nom de la congrégation. Il est récité par le hazzan et non par un membre de l'assemblée. Selon Yom Tov de Séville, « ils ont établi que le chantre doit inclure Ohila la-El dans ses prières, ce que le membre de l'assemblée ne dit pas, et qu'il doit le faire au début des Malkhiot afin de ne pas libérer les fidèles informés de toute obligation, à l'exception de celle des Malkhiot, Shofrot et Zikhronot ». Selon David Abudarham, « des preuves internes démontrent que Ohila la-El ne doit pas être dit par des individus, car il indique « dans cette grande assemblée, je louerai Sa force ».
Selon la coutume des Juifs ashkénazes et mme Séfarades de nos jours, le piyyut est récité pendant la répétition du Moussaf par le chantre – à Roch Hachana avant les teqiot piyyutim, et à Yom Kippour avant le Seder haAvodah. Les Juifs séfarades faisaient autrefois la même chose, mais au cours des derniers siècles, ils ont commencé à le réciter comme une introduction à la répétition du chantre  dans le cadre d'un effort pour éviter les piyyutim à l'intérieur de la répétition.
| Version originale hébraïque                                                           | traduction |
| ------------------------------------------------------------------------------------- | --- |
| אוֹחִילָה לָאֵל אֲחַלֶּה פָנָיו אֶשְׁאֲלָה מִמֶּנּוּ מַעֲנֵה לָשׁוֹן אֲשֶׁר בִּקְהַל עָם אָשִׁיר עֻזּוֹ אַבִּיעָה רְנָנוֹת בְּעַד מִפְעָלָיו | Je mets ma foi dans le Seigneur, je l'implore Je lui demande un discours éloquent Car dans cette grande assemblée je louerai sa force Je chanterai ses œuvres. |

## Paramètres musicaux
En plus des mélodies traditionnelles, le piyyut a été adapté sur des airs modernes, dont un de Hillel Paley. Il a été interprété avec une musique originale de Lipa Schmeltzer, Yitzchak Meir, et Ishay Ribo.